# ایگناتسی یان پادرفسکی
ایگناتسی یان پادرفسکی (لهستانی: Ignacy Jan Paderewski؛ Polish: [iɡˈnat͡sɨ ˈjan padɛˈrɛfskʲi]؛ ‏۶ نوامبر ۱۸۶۰ – ۲۹ ژوئن ۱۹۴۱) نوازنده پیانو، آهنگساز و سیاست‌مدار اهل لهستان بود.
وی بابت آثار و فعالیت‌های فرهنگی‌اش، برندهٔ جوایز گوناگونی همچون «نشان عقاب سفید» لهستان، «رتبه امپراتوری بریتانیا» و «لژیون دونور (صلیب بزرگ)» شده است.